# Quincy (Cher)
Quincy és un municipi francès, situat al departament de Cher i a la regió de Centre – Vall del Loira. L'any 2007 tenia 825 habitants.

## Demografia

### Població
El 2007 la població de fet de Quincy era de 825 persones. Hi havia 320 famílies, de les quals 84 eren unipersonals (48 homes vivint sols i 36 dones vivint soles), 112 parelles sense fills, 116 parelles amb fills i 8 famílies monoparentals amb fills.
La població ha evolucionat segons el següent gràfic:
Habitants censats

### Habitatges
El 2007 hi havia 398 habitatges, 324 eren l'habitatge principal de la família, 42 eren segones residències i 32 estaven desocupats. 394 eren cases i 4 eren apartaments. Dels 324 habitatges principals, 247 estaven ocupats pels seus propietaris, 67 estaven llogats i ocupats pels llogaters i 10 estaven cedits a títol gratuït; 5 tenien una cambra, 24 en tenien dues, 65 en tenien tres, 95 en tenien quatre i 135 en tenien cinc o més. 241 habitatges disposaven pel capbaix d'una plaça de pàrquing. A 138 habitatges hi havia un automòbil i a 161 n'hi havia dos o més.

### Piràmide de població
La piràmide de població per edats i sexe el 2009 era:
| Homes | Edats   | Dones |
| ----- | ------- | ----- |
| 0     | 95 o +  | 0     |
| 0     | 90 a 94 | 8     |
| 0     | 85 a 89 | 4     |
| 0     | 80 a 84 | 8     |
| 24    | 75 a 79 | 16    |
| 8     | 70 a 74 | 40    |
| 16    | 65 a 69 | 4     |
| 20    | 60 a 64 | 20    |
| 20    | 55 a 59 | 12    |
| 24    | 50 a 54 | 24    |
| 4     | 45 a 49 | 4     |
| 32    | 40 a 44 | 36    |
| 24    | 35 a 39 | 40    |
| 36    | 30 a 34 | 20    |
| 40    | 25 a 29 | 44    |
| 32    | 20 a 24 | 12    |
| 12    | 15 a 19 | 16    |
| 20    | 10 a 14 | 40    |
| 32    | 5 a 9   | 28    |
| 12    | 0 a 4   | 16    |

## Economia
El 2007 la població en edat de treballar era de 535 persones, 380 eren actives i 155 eren inactives. De les 380 persones actives 344 estaven ocupades (199 homes i 145 dones) i 36 estaven aturades (18 homes i 18 dones). De les 155 persones inactives 42 estaven jubilades, 33 estaven estudiant i 80 estaven classificades com a «altres inactius».

### Ingressos
El 2009 a Quincy hi havia 319 unitats fiscals que integraven 783 persones, la mediana anual d'ingressos fiscals per persona era de 17.495,5 €.

### Activitats econòmiques
Dels 35 establiments que hi havia el 2007, 1 era d'una empresa extractiva, 3 d'empreses alimentàries, 2 d'empreses de fabricació d'altres productes industrials, 9 d'empreses de construcció, 6 d'empreses de comerç i reparació d'automòbils, 1 d'una empresa de transport, 3 d'empreses d'hostatgeria i restauració, 4 d'empreses immobiliàries, 5 d'empreses de serveis i 1 d'una empresa classificada com a «altres activitats de serveis».
Dels 10 establiments de servei als particulars que hi havia el 2009, 1 era una oficina de correu, 1 taller de reparació d'automòbils i de material agrícola, 1 paleta, 2 guixaires pintors, 1 fusteria, 1 lampisteria, 1 perruqueria, 1 restaurant i 1 agència immobiliària.
Dels 3 establiments comercials que hi havia el 2009, 1 era una botiga de menys de 120 m² i 2 carnisseries.
L'any 2000 a Quincy hi havia 29 explotacions agrícoles que ocupaven un total de 944 hectàrees.

## Equipaments sanitaris i escolars
El 2009 hi havia una escola elemental.

## Poblacions més properes
El següent diagrama mostra les poblacions més properes.